# Acrophytidae
Acrophytidae  McFadden & van Ofwegen, 2017 è una famiglia di octocoralli dell'ordine Alcyonacea.

## Tassonomia
Sulla base di uno studio pubblicato nel 2017 è stata parzialmente rivista la tassonomia del Sottordine Alcyoniina. Questo ha portato fra l'altro a riassegnare i generi endemici delle coste sudafricane intorno al Capo Agulhas, Acrophytum, Pieterfaurea e Lampophyton ad una nuova famiglia chiamata Acrophytidae.
Lo studio è stato recepito dal World Register of Marine Species (WORMS) e pertanto la famiglia risulta composta dai seguenti generi:
- Acrophytum  Hickson, 1900
- Lampophyton  Williams, 2000
- Pieterfaurea  Verseveldt & Bayer, 1988